# Karol Piątek
Karol Piątek (ur. 4 lipca 1982 w Wejherowie) – polski piłkarz, występujący na pozycji pomocnika.

## Kariera klubowa
Wychowanek Błyskawicy Luzino. Następnie przeniósł się do Gryfu Wejherowo. Karierę seniorską kontynuował w takich klubach jak: Lechia Gdańsk, Arka Gdynia, ŁKS Łódź i Cracovia. W latach 2010–2014 był zawodnikiem Termaliki Bruk-Bet Niecieczy. W 2014 podpisał kontrakt z beniaminkiem I ligi Bytovią Bytów, a w 2015 dołączył do czwartoligowego GOSRiT Luzino, w którym występował do rundy jesiennej sezonu 2016/2017.

## Kariera reprezentacyjna
Wraz z reprezentacją Polski U-18 zdobył złoty medal Mistrzostw Europy U-18 w 2001 roku.